# Fedor Krause
Fedor Krause (ur. 10 marca 1857 w Friedland in Niederschlesien, zm. 20 września 1937 w Badgastein) – niemiecki neurochirurg. Studiował medycynę w Berlinie, od 1883 roku był asystentem Richarda von Volkmanna w Halle. Jako jeden z pierwszych przeprowadzał zabiegi neurochirurgiczne w Niemczech.

## Wybrane prace
- Über die Verwendung großer ungestielter Hautlappen zu plastischen Zwecken, 1896
- Chirurgie des Gehirns und Rückenmarks, 2 Bände, Berlin 1907 
  - Surgery of the brain and spinal cord based on personal experiences (1912) Tom 1 PDF Tom 2 PDF Tom 3 PDF na stronie Internet Archive
- Chirurgische Operationslehre des Kopfes, 2 vol., Berlin 1912-1914
- Die allgemeine Chirurgie der Gehirnkrankheiten, z K. Heymannem, 2 tomy, Berlin 1914
- Die Tuberkulose der Knochen und Gelenke, 1891
- Lehrbuch der chirurgischen Operationen, Berlin 1912–1914